# 刘尚进
刘尚进（1970年10月—），男，河南社旗人，中华人民共和国政治人物。曾任漯河市市长和市委书记。现任重庆市委常委、秘书长。

## 生平
1991年12月加入中共，1993年毕业于河南师范大学教育系教育管理专业，1993年7月参加工作。2009年3月，任偃师市市长；2012年1月，任中共偃师市委书记；
2014年3月，任新乡市副市长；2016年1月，任中共新乡市委常委、常务副市长；
2017年11月，任中共漯河市委副书记；2018年1月，任漯河市市长。2018年2月24日，当选为第十三届全国人大代表。
2021年7月，任中共漯河市委书记。2023年1月，当选为河南省人民政府副省长。
2024年7月，任中共重庆市委常委、秘书长。